# NGC 4696B
NGC 4696B је елиптична галаксија у сазвежђу Кентаур која се налази на NGC листи објеката дубоког неба.
Деклинација објекта је - 41° 14' 14" а ректасцензија 12h 47m 21,7s. Привидна величина (магнитуда) објекта NGC 4696 износи 11,9 а фотографска магнитуда 12,9. NGC 4696B је још познат и под ознакама ESO 322-81, MCG -7-26-45, DCL 205, IRAS 12446-4058, PGC 43155.